# Cyperus crispulus
Cyperus crispulus är en halvgräsart som beskrevs av Karen Louise Wilson. Cyperus crispulus ingår i släktet papyrusar, och familjen halvgräs. Inga underarter finns listade i Catalogue of Life.